# Russula brevipes
Russula brevipes é um fungo que pertence ao gênero de cogumelos Russula na ordem Russulales. A espécie foi descrita cientificamente pelo micologista sueco Charles Horton Peck em 1890. É um cogumelo comestível.